# Фрейденберг, Марэн Михайлович
Марэ́н Миха́йлович Фрейденбе́рг (9 июня 1924, Москва, СССР — 27 сентября 2007, близ Тель-Авива, Израиль) — советский и российский историк-медиевист, балканист, византинист, доктор исторических наук (1973), профессор Калининского государственного университета (с 1978 года заведующий кафедрой истории древнего мира и средних веков). Автор работ по истории культуры средневековой Далмации, проблемам историографии и преподавания истории средних веков.

## Биография
Марэн Михайлович Фрейденберг родился 9 июня 1924 года в Москве в еврейской семье, приехавшей в столицу с Украины. Его отец имел революционное прошлое, сыну и дали имя в честь Маркса и Энгельса (первые буквы). В 1937 году его отец, как троцкист, был расстрелян. Марэн Михайлович вместе с матерью, учителем математики, оказался в Феодосии, где и жил до лета 1941 года.
В эвакуации на Урале М. М. Фрейденберг за год окончил двухлетний учительский институт и начал преподавать в школе. С июля 1943 года на фронте, воевал в танковой бригаде, прошёл с боями Молдавию, Румынию, Воеводину, Венгрию. Войну окончил в Австрии, был награждён медалью «За боевые заслуги» и орденом «Красная звезда».
После демобилизации учился в Москве в Педагогическом институте имени В. И. Ленина (1946—1949 гг.). Во время учёбы проявил интерес к истории Византии и поступив в 1949 году в аспирантуру Института истории АН СССР, работал над диссертацией «Аграрные отношения в Византии в XI—XII веках» по руководством академика Е. А. Косминского. Защитив диссертацию в январе 1953 года, после долгих поисков места работы, оказался в Педагогическом институте города Великие Луки, первоначально на должности преподавателя английского языка, а позднее — всеобщей истории.
Свои работы по проблемам византийской истории М. М. Фрейденберг публиковал в «Византийском временнике», Кратких сообщениях института славяноведения, в Ученых записках Великолукского пединститута, но большого удовлетворения он не испытывал, да и знания греческого языка не были глубокими, латынь он понимал лучше. Вскоре появилась возможность изучать опубликованные документы по средневековой югославянской истории. Начав с изучения раннесредневековых аграрных отношений в Хорватии, М. М. Фрейденберг перешёл к городской проблематике. В докторской диссертации «Далматинский город и его сельская округа в XIII—XIV вв.», проанализировав опубликованные нотариальные акты адриатических городов Трогоира, Шибеника, Задара и Сплита, он сумел выявить их специфику и торговые связи с итальянскими коммунами.
Докторская диссертация выполнялась в Институте славяноведения и балканистики АН СССР трудно и долго, несколько раз обсуждалась и была защищена в 1971 году, когда М. М. Фрейденберг уже преподавал на кафедре всеобщей истории Калининского педагогического института (с 1972 года госуниверситет), заняв вакантную должность после отъезда в Москву А. Я. Гуревича (преподавал в Калинине с 1950 по 1966 годы). Именно в Калининском университете он получил признание медиевиста, получив профессуру и создав кафедру истории древнего мира и средних веков в 1978 году. На заседания кафедры, на коллоквиумы и семинары приглашались ведущие медиевисты страны: Ю. Л. Бессмертный, О. И. Варьяш, Л. А. Котельникова, Л. Т. Мильская, М. С. Мейер, Д. И. Полывянный, М. Г. Рабинович, В. Л. Янин. Для студентов лекции читали А. Д. Люблинская, Л. М. Баткин, Ю. В. Иванова, С. П. Карпов, А. А. Сванидзе, Я. Д. Серовайский, Л. В. Горина, В. Е. Майер.
М. М. Фрейденберг очень любил научное общение, он был участником многих всесоюзных конференций историков-медиевистов, съездов историков-славистов. Он умел поддерживать дружеские отношения, вел обширную переписку, аккуратно хранил письма коллег и, систематизировав её, передал в архив на хранение.
Был в числе учредителей общества «Мемориал», разыскивал место захоронения расстрелянных в 1940 году польских военнопленных офицеров у села Медное, под Тверью. Его деятельность в «Мемориале» отмечена в 2005 году наградой Республики Польша.
Уехав в 1991 году в Израиль, историк продолжал общение с родиной: передал на хранение в Государственный архив Тверской области личный архив, часть библиотеки для студентов университета, регулярно пересылал иностранные издания по славянской истории, на страницах израильских газет публиковал статьи по русской истории и о событиях на Балканах.
В 1999 году в Тель-Авиве Марэн Михайлович опубликовал мемуары «Я — историк» завершив их строчками из С. Я. Маршака:
Как часто жизнь бывает к нам сурова. 
Иному век случается прожить
А он не может значащее слово

Из пережитых горестей сложить.
Супруга — историк-архивист Лидия Аркадьевна Котлярская.
Умер 27 сентября 2007 года. Похоронен на кладбище Яркон в Петах Тикве.

## Научная деятельность
Научные интересы профессора М. М. Фрейденберга были необычайно широкими: социально-экономические проблемы средневековых городов, особенно г. Дубровника (Хорватия); культура средневековья; история еврейского народа на Балканах; история российского славяноведения; вопросы методики преподавания истории; творческое наследие тверских краеведов.
Участвовал в подготовке коллективного труда «История крестьянства в Европе» (тт. 2—3. М., 1986), автор монографий «Деревня и городская жизнь в Далмации 13-15 вв.» (1972); «Дубровник и Османская империя» (1984); «Из истории отечественной славистики: П. А. Ровинский» (1988); «Евреи на Балканах. На исходе Средневековья» (1996), составитель «Хрестоматии по истории южных и западных славян».
М. М. Фрейденберг написал более 300 научных статей, был редактором нескольких сборников по средневековой балканской истории и первой в СССР «Хрестоматии по истории южных и западных славян» (Минск, 1987), он — автор книг «Деревня и городская жизнь в Далмации» (Калинин, 1972), «Дубровник и Османская империя» (Москва, 1984; 2-е издание: Москва, 1989), «Из истории Тверской культуры: Анатолий Николаевич Вершинский (1888—1944)» (Калинин, 1990), «Евреи на Балканах на исходе средневековья» (Москва; Иерусалим, 1996). Будучи университетским профессором, М. М. Фрейденберг выучил и воспитал многих школьных учителей, преподающих в школах Тверской области, важное значение имели его лекции в Институте усовершенствования учителей. Он подготовил несколько кандидатов исторических наук, сектор исторической славистики продолжает возглавлять его ученица д.и.н., профессор И. Г. Воробьёва.